# Функціональний стан організму
Функціона́льний стан органі́зму — стан живої системи, який визначає рівень життєдіяльності організму, системну відповідь на фізичне навантаження, і дає змогу оцінити рівень адаптації організму до навколишнього середовища і до поставлених йому задач. Термін часто використовується у спортивній медицині.
Функціональний стан визначається як інтегральна характеристика множини функціональних показників різноманітних органів на систем організму, для визначення функціонального стану яких використовується уся можлива діагностична апаратура доступна у клініках.
На практиці при медичному контролі за людьми, при масових обстеженнях, особливо при заняттях спортом і фізичними навантаженнями, широке застосування отримали різноманітні тести і функціональні проби.

## Функціональна діагностика
Функціональна діагностика — комплексна система аналітико-методичних підходів до визначення й оцінки функціонального стану органів і систем організму. Це цілий напрям який займається проблемами визначення функціонального стану організму з використанням сучасних клінічних засобів діагностики.
Функціональні показники, які можна потім аналізувати у вигляді комплексної оцінки, традиційно в клиніках отримуються такими методами як: Пневмотахіметрія, Оксигемометрія, Методи газового аналізу, Спірометрія та Спірографія, та іншими стандартними клінічними методами.

## Функціональні проби
Функціональні проби дозволяють оцінити функціональний стан окремих систем організму, за допомогою простих процедур, які в більшості випадків досліджують реакцію організму на певний вид діяльності. В спортивній медицині ці проби дають можливість оцінити стан організму і контролювати адекватність фізичних навантажень.

## Нетрадиційні методи
- Варіаційна пульсометрія
- Амплітудна пульсометрія
- Балістокардіографія
- Метод Фолля